# Темс
Темс (Thames) — город в юго-западной части полуострова Коромандел острова Северный (Новая Зеландия). Расположен недалеко от устья реки Уаихоу.

## История
Город Темс образовался в результате слияния двух исторических городов — Грэхемтауна и Шортленда. Шортленд, располагавшийся в южной части современного Темса, был основан 27 июля 1867 года после заключения гражданским уполномоченным Джеймсом Макеем (англ. James Mackay) договора с племенами маори. Грэхемтаун был основан в следующем году примерно в миле от города Шортленд. Объединение городов произошло в 1870-х годах. Своим возникновением эти города обязана во многом «золотой лихорадке». В эти годы в Темс переселилось большое количество людей, в результате город стал вторым по численности населения городом Новой Зеландии. В 2006 году в Темсе проживало всего 6700 человек.

## Экономика
В прошлом был одним из самых индустриализированных небольших городов Новой Зеландии. В 1964 году японская корпорация  «Тойота» открыла в городе свой завод. В 1998 году он был закрыт. Многие жители заняты в сфере услуг.

## Известные уроженцы и жители
- Бакс, Кайли (род. 1975) — актриса и фотомодель.
- Рейхана, Брюс (род. 1976) — регбист.